# Eickeloh
Eickeloh ist eine Gemeinde im Landkreis Heidekreis in Niedersachsen.

## Geographie
Eickeloh liegt zwischen Walsrode und Hannover, wo Aller und Leine zusammenfließen. Die Gemeinde gehört der Samtgemeinde Ahlden an, die ihren Verwaltungssitz in Hodenhagen hat.
Eickeloh liegt in der norddeutschen Tiefebene, in den Ausläufern der Lüneburger Heide.
Die Gemarkung Eickeloh wird im Westen durch die Aller durchschnitten. Im Osten grenzt sie an die Meiße.
Die Gemeinde teilt sich in das alte, ursprüngliche Dorf und die überwiegend nach dem Zweiten Weltkrieg entstandenen neuen Dorfteile.

## Geschichte
Die Gemeinde wird als Eclo in einer Urkunde des Klosters Walsrode 1237 erstmals urkundlich erwähnt. Westlich des Ortes in der Niederung der Aller liegt die Burgstelle der um 1200 entstandenen Burg Blankenhagen, von der noch zwei Burghügel vorhanden sind.
Die Reformation wurde wohl schon um 1530 von Walsrode aus eingeführt. Erster lutherischer Pastor war Heinrich Veltmann.
Im Zweiten Weltkrieg befand sich in Eickeloh ein von der Wirtschaftlichen Forschungsgesellschaft betriebenes Heerestanklager. Aufgabe war die Produktion und Lagerung von Kraft- und Schmierstoffen für den Bedarf der Wehrmacht. Nach Kriegsende wurden Teile der Anlage durch die Alliierten gesprengt. Während des Kalten Krieges wurde der nördliche Teil der Anlage durch die Bundeswehr genutzt. Das zwischen Eickeloh und Hodenhagen an der L190 liegende Gelände (rückwärtig an die Trasse der Heidebahn grenzend) wird heute ausschließlich zivil genutzt, unter anderem durch einen holzverarbeitenden Betrieb.

## Politik

### Gemeinderat
Der Rat der Gemeinde Eickeloh setzt sich aus neun Mitgliedern zusammen. Die Ratsmitglieder werden durch eine Kommunalwahl für jeweils fünf Jahre gewählt.
Bei der Kommunalwahl 2021 ergab sich folgende Sitzverteilung:
| Gemeinderat 2021Insgesamt 9 Sitze - SPD: 4 - CDU: 5 |

Bei der vorherigen Kommunalwahl ergab sich folgende Sitzverteilung:
| Wahljahr | CDU | SPD | Gesamt |
| -------- | --- | --- | ------ |
| 2016     | 6   | 3   | 9      |

### Bürgermeister
Ehrenamtlicher Bürgermeister ist Joachim Schoth (CDU). Seine beiden gleichberechtigten Stellvertreter sind Friedrich Börstling (CDU) und Joachim Helms (SPD).

## Kultur und Sehenswürdigkeiten
Die alte Kirche „Zum heiligen Kreuz“, ein gotischer Backsteinbau, stammt aus dem Jahre 1296. Sie behielt ihre Funktion als Kirche bis 1868. In diesem Jahr wurde sie von der Familie Hodenberg erworben und als Grablege umfunktioniert. In den 1990er Jahren wurde sie umfangreich restauriert und saniert. Sie wird seitdem wieder als Kirche genutzt und es finden während der warmen Jahreszeit Sommerandachten in ihr statt.
1866 bis 1868 errichtete die Kirchengemeinde einen Neubau in neugotischen Formen nach Entwurf von Conrad Wilhelm Hase.
Da sich die Aller im 17. Jahrhundert ein neues Flussbett weiter östlich suchte, wird die Gemarkung der Gemeinde Eickeloh seither vom Fluss durchschnitten. Dadurch wurden landwirtschaftlich genutzte Flächen, insbesondere Grünland und einzelne Ackerflächen, vom Dorf abgetrennt. Daraufhin wurde eine Fährverbindung eingerichtet. Die Fähre in ihrer heutigen Form befindet sich seit 1928 in Betrieb und arbeitet nach dem Gierseilprinzip. Dazu ist ein Seil über die Aller gespannt. Der Unterhalt, der Betrieb und die nötige Wartung wird von Landwirten und Bewohnern aus Eickeloh, den Fährleuten, ausgeführt. An bestimmten Tagen im Jahr und nach Anmeldung sind Überfahrten möglich.

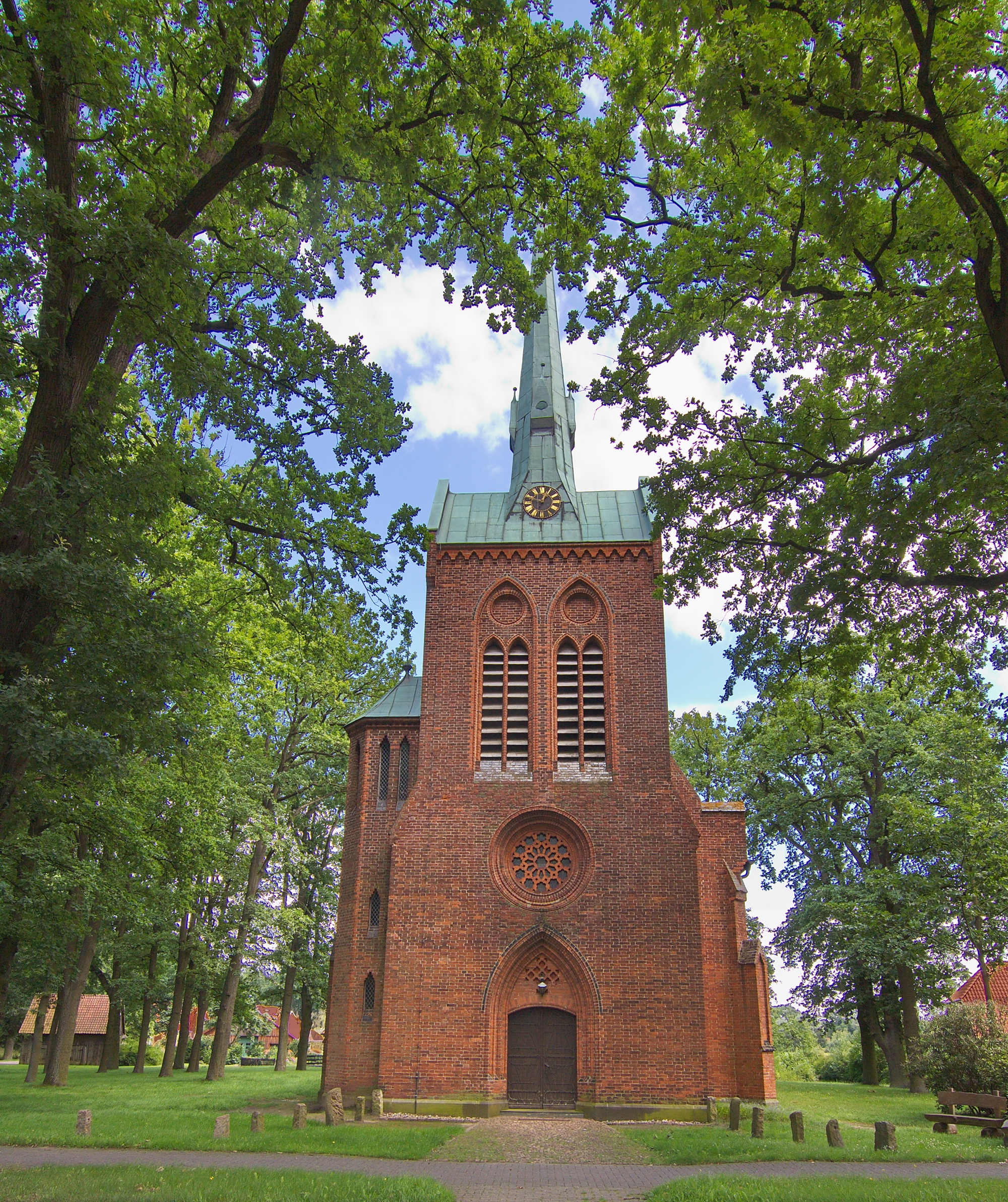
Kirche Zum heiligen Kreuz
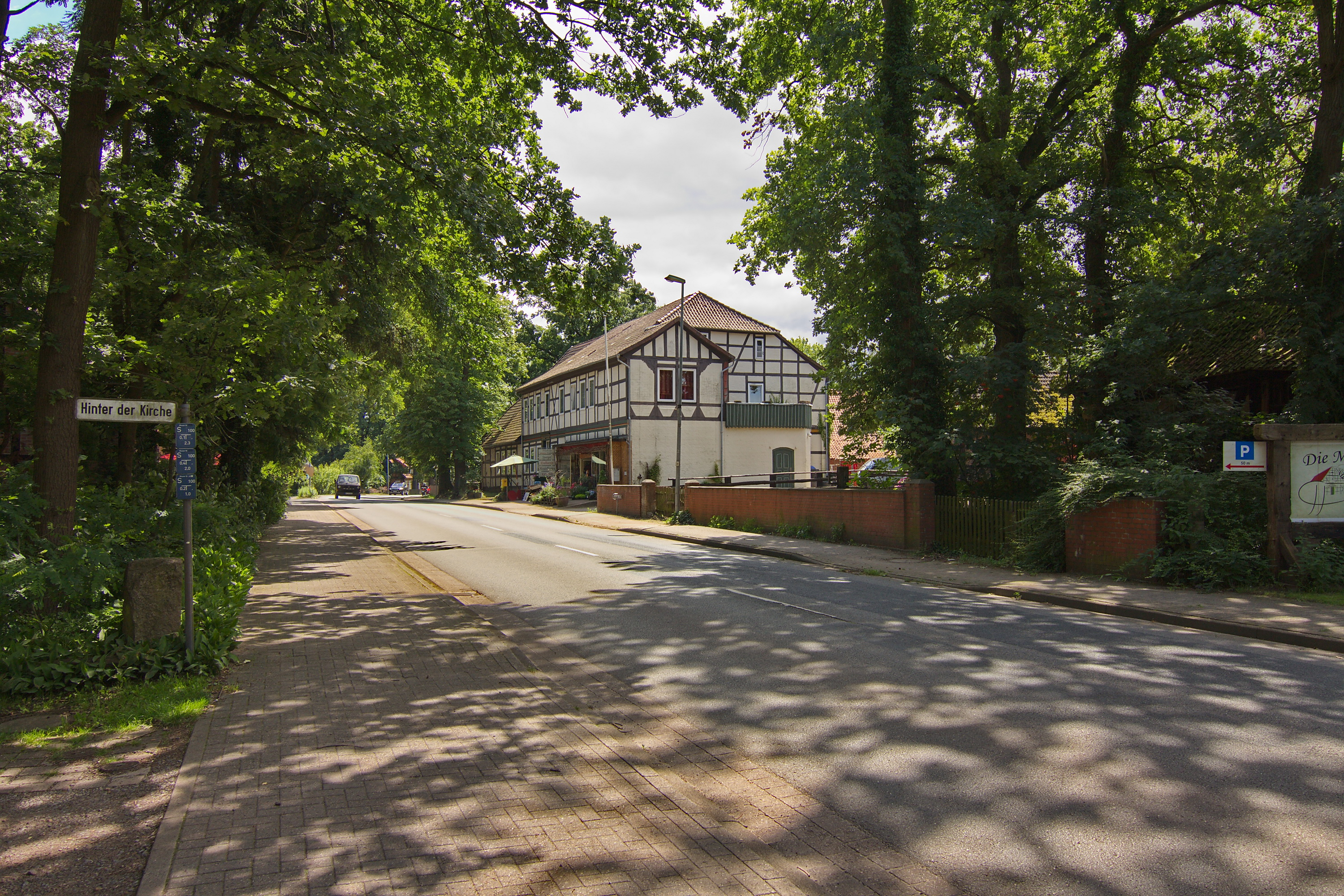
Ortsblick
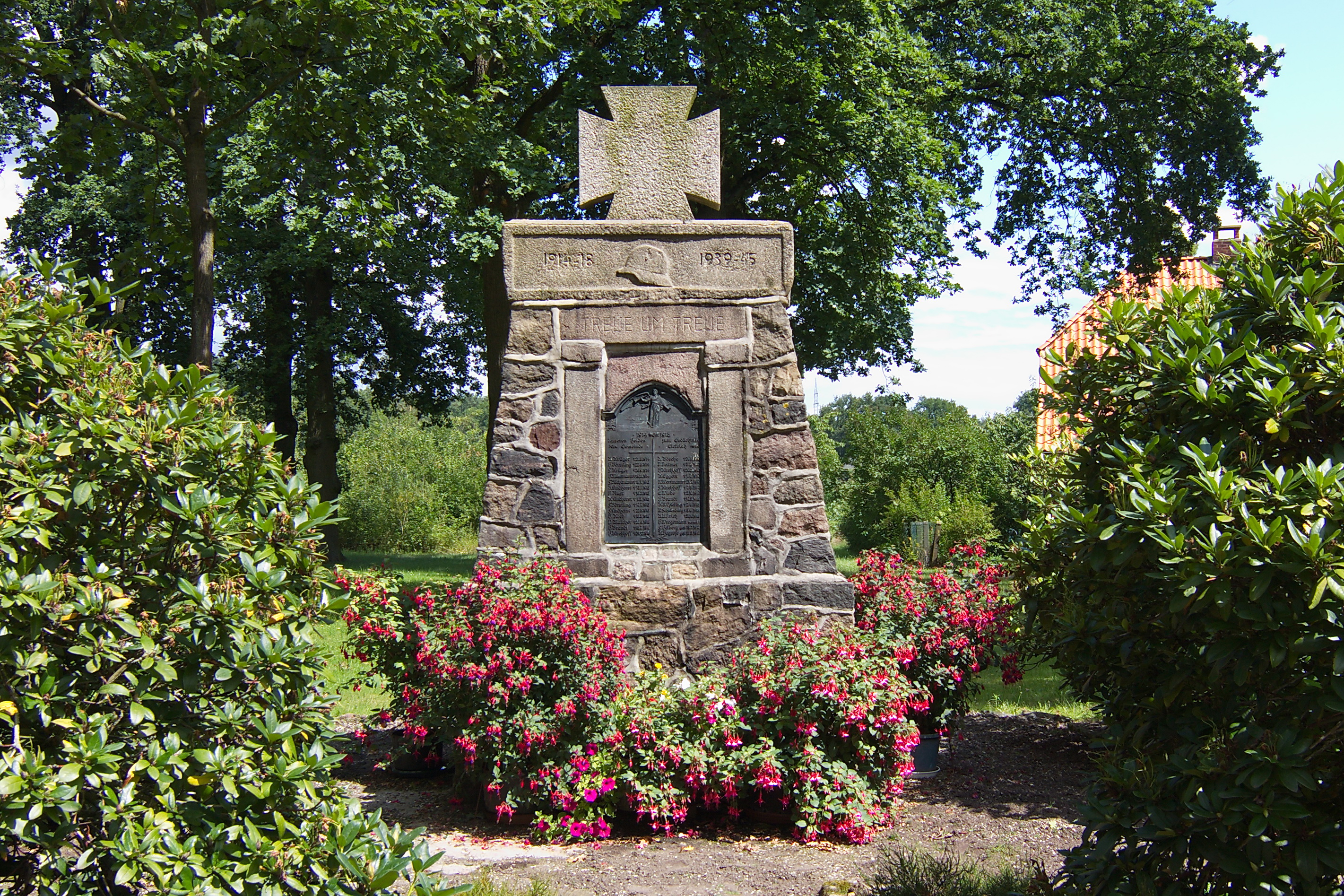
Kriegerdenkmal
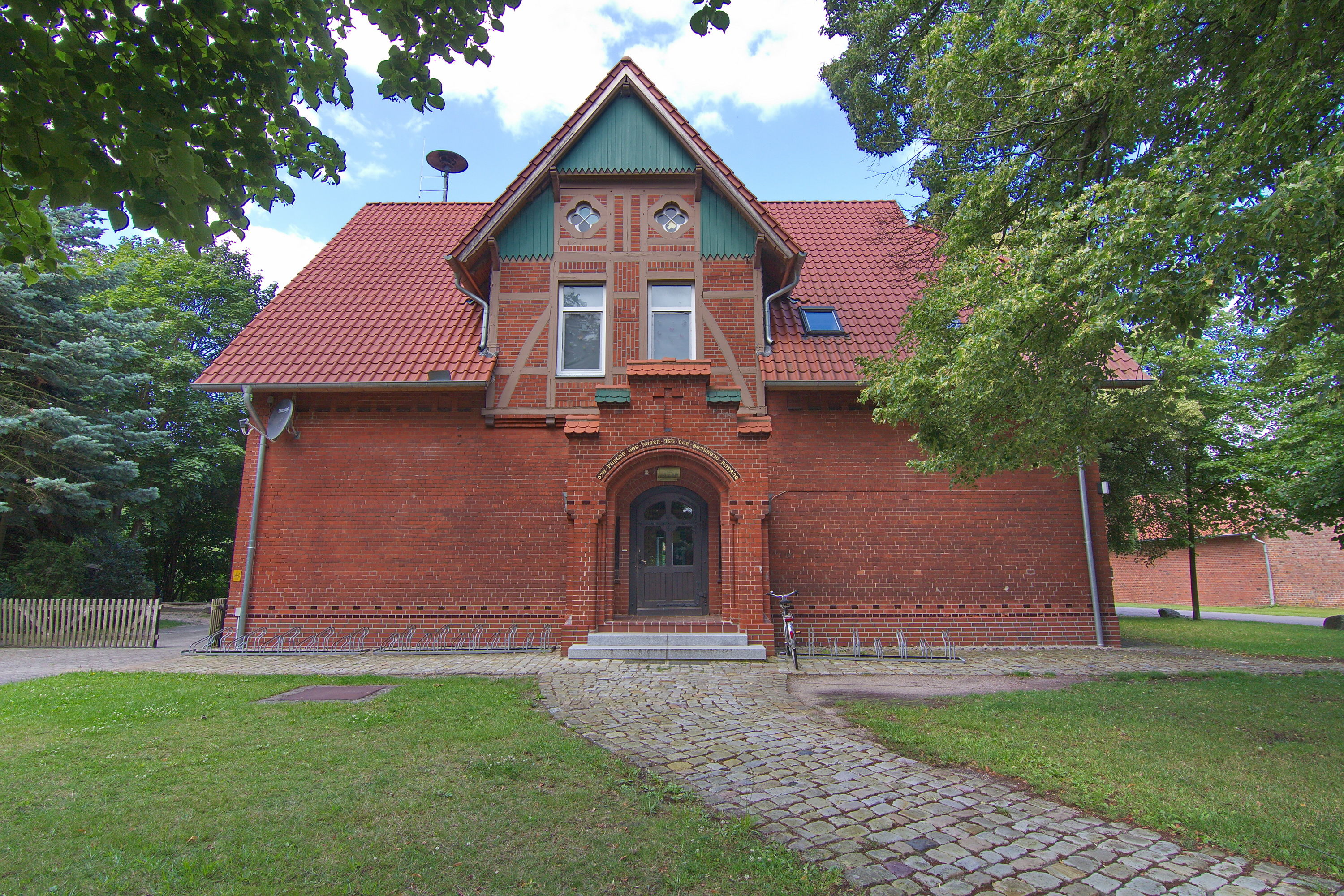
Fachwerk
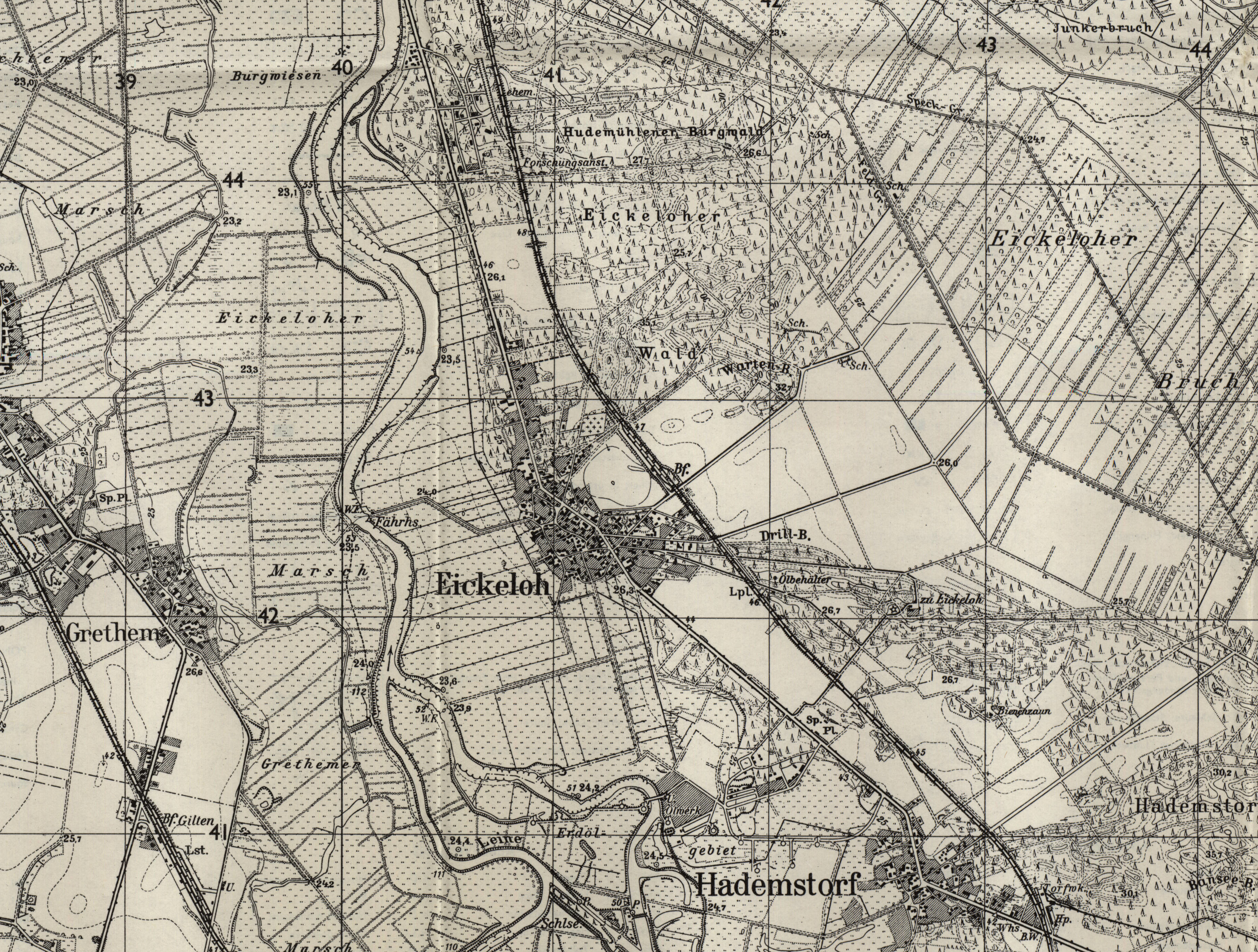
Historische Landkarte 1954

## Wirtschaft und Infrastruktur
Die Autobahn A7 führt in rund fünf Kilometer Entfernung östlich an der Gemeinde vorbei. Die nächsten Anschlussstellen sind in Buchholz (Aller) (rund elf Kilometer) und Westenholz (rund zwölf Kilometer). Die kürzeste Zu- und Abfahrt führt über die Raststätte Allertal Ost bzw. West. Durch Eickeloh führt die L 190.
Eickeloh liegt an der Heidebahn. Allerdings halten seit 2010 am Bahnhaltepunkt keine Züge mehr, sondern fahren ohne Halt durch. Im Jahr 2015 prüfte das Niedersächsisches Ministerium für Wirtschaft, Arbeit, Verkehr und Digitalisierung im Kontext einer Verbesserung des Schienenpersonennahverkehrs eine Reaktivierung diverser stillgelegter Haltepunkte, darunter auch des Haltepunktes Eickeloh. Aufgrund des „geringen Einwohnerpotentials“ wurde eine Reaktivierung als gesamtwirtschaftlich nicht vorteilhaft abgelehnt.

## Söhne und Töchter
- Adolf von Duve (1790–1857), deutscher Jurist und Historiker